# Seznam jezer v Austrálii
Největší jezera v Austrálii (nad 100 km²) seřazená podle rozlohy.

## Tabulka největších jezer
| Pořadí | Jezero             | Rozloha | Délka | Stát/teritorium                       | Odtok          |
|        |                    |         | km²   | km                                    |                |
| ------ | ------------------ | ------- | ----- | ------------------------------------- | -------------- |
| 1.     | Eyreovo jezero     | 6216    | 209   | Jižní Austrálie                       | bezodtoké      |
| 2.     | Torrensovo jezero  | 5698    | 209   | Jižní Austrálie                       | bezodtoké      |
| 3.     | Gairdnerovo jezero | 4700    | 160   | Jižní Austrálie                       | bezodtoké      |
| 4.     | Mackay             | 3494    | 110   | Západní Austrálie, Severní teritorium | bezodtoké      |
| 5.     | Fromeovo jezero    | 2410    | 110   | Jižní Austrálie                       | bezodtoké      |
| 6.     | Barlee             | 1980    | 100   | Západní Austrálie                     | bezodtoké      |
| 7.     | Disappointment     | 1500    | 75    | Západní Austrálie                     | bezodtoké      |
| 8.     | Mac Leod           | 1300    | 80    | Západní Austrálie                     | bezodtoké      |
| 9.     | Cowan              | 1035    | 80    | Západní Austrálie                     | bezodtoké      |
| 10.    | Amadeovo jezero    | 880     | 120   | Severní teritorium                    | bezodtoké      |
| 11.    | Gipslands          | 600     | 60    | Victorie                              | Tasmanovo moře |
| 12.    | Alexandrina        | 580     | 55    | Jižní Austrálie                       | Indický oceán  |
| 13.    | Gordon             | 272     | 35    | Tasmánie                              | Serpentine     |
| 14.    | Pedder             | 242     | 40    | Tasmánie                              | Huon           |
| 15.    | Macquarie          | 110     | 18    | Nový Jižní Wales                      | Tasmanovo moře |